# The Black Dahlia Murder
The Black Dahlia Murder je americká death metalová kapela založena v roce 2001. Z osmi alb, které vydali, se posledních sedm umístilo v žebříčku Billboard 200: Ritual na 31. místě, Everblack na 32. místě, Abysmal na místě 45 a v roce 2017 Nightbringers na 35. příčce.

## Historie

### Vznik,UnhallowedaMiasma(2001–2006)
The Black Dahlia Murder se začala utvářet již v roce 2000, a v lednu 2001 měli plnou sestavu. Jméno je odvozeno z nevyřešené vraždy Elizabeth Short z roku 1947, často nazývaná Black Dahlia. Skupina vydala demo album What a Horrible Night to Have a Curse a EP A Cold-Blooded Epitaph. V roce 2003 podepsala smlouvu s Metal Blade Records a 17. června vydali album Unhallowed, již s novým basistou, Ryanem Williamsem, který nahradil Davida Locka.
Druhé album, Miasma, bylo vydáno 13. července 2005 a umístilo se na 118. pozici Billboardu 200. Po odchodu dvou bubeníků se ke skupině přidal bývalý bubeník All That Remains, Shannon Lucas.

### NocturnalaDeflorate(2007–2010)
Třetí album, nazvané Nocturnal, bylo vydáno 18. září 2007 a umístilo se na 72. pozici Billboardu 200. Kapela také oznámila, že se chystá na tour s Cannibal Corpse, při oslavě výročí Metal Blade Records. V roce 2008 se účastnili Summer Slaughter Tour.
Kytaristu kapely, Johna Kempainena vystřídal na začátku roku 2009 Ryan Knight. V květnu 2009 vydali své první DVD "Majesty".
Čtvrté album Deflorate vyšlo 15. září 2009. V prvním týdnu se prodalo 12,000 kopií a umístilo se na 43. místě Billboardu 200.

### RitualaEverblack(2011–2013)

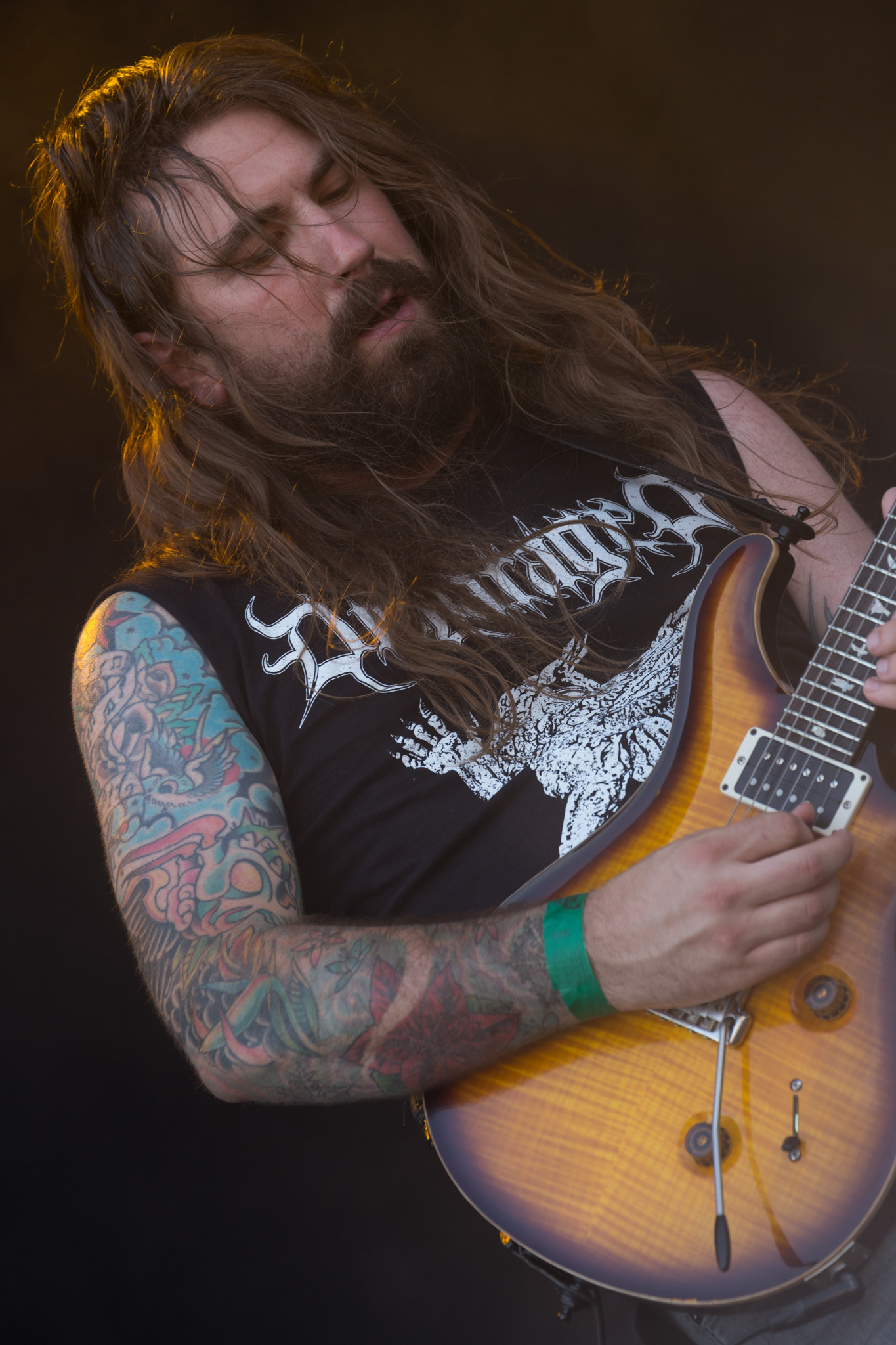
Ryan Knight v roce 2014

Dne 21. června 2011 vydali páté album, Ritual. Předcházelo mu vydání dvou singlů, Moonlight Equilibrium a Conspiring with the Damned. Producentem byl, stejně jako u předchozího alba, Mark Lewis. Album se umístilo na 31. místě Billboardu 200.
Jejich další počin, tedy šesté album s názvem Everblack, vyšel 11. června 2013 pod vydavatelstvím Metal Blade Records. Hlavní kytara (Ryan Knight) a vokály (Trevor Strnad) byly nahrány v Audiohammer Studios, bicí (Alan Cassidy) v Rustbelt Studios a rytmická kytara (Brian Eschbach) s baskytarou (Max Lavelle) ve studiu Regal Fecal. K písni Goat of Departure byl natočen videoklip. Album se umístilo na 32. místě Billboardu 200.

### Fool 'Em AllaGrind 'Em All(2014)
Fool 'Em All je druhé DVD skupiny The Black Dahlia Murder. Vyšlo 23. května roku 2014 pod vydavatelstvím Metal Blade Records. Toto DVD obsahuje dokument o skupině a 14 písní z předchozích alb z živých vystoupení na US Vans Warped Tour a evropském turné z roku 2013. Na nahrávce se podíleli stejní členové jako na albu Everblack. EP s názvem Grind 'Em All bylo vydáno 28. listopadu 2014, avšak nahrávky byly pořízeny již v období alba Miasma (2005), tudíž i podílející se členové odpovídají tomuto období. Toto EP obsahuje tři covery písní od různých skupin. Nahrávka byla vydána pod vydavatelstvím A389 Recordings, což je změna oproti předchozím albům.

### Abysmal,NightbringersaVerminous(2015 do dnes)
Album s názvem Abysmal bylo vydáno 18. září 2015 pod vydavatelstvím Metal Blade Records. Na jeho nahrávání se znovu podíleli Trevor Strnad, Brian Eschbach, Max Lavelle, Alan Cassidy a Ryan Knight. Toto album se umístilo na 45. místě Billboardu 200. Album Verminous vychází 17. dubna 2020.

## Členové skupiny
Současní členové

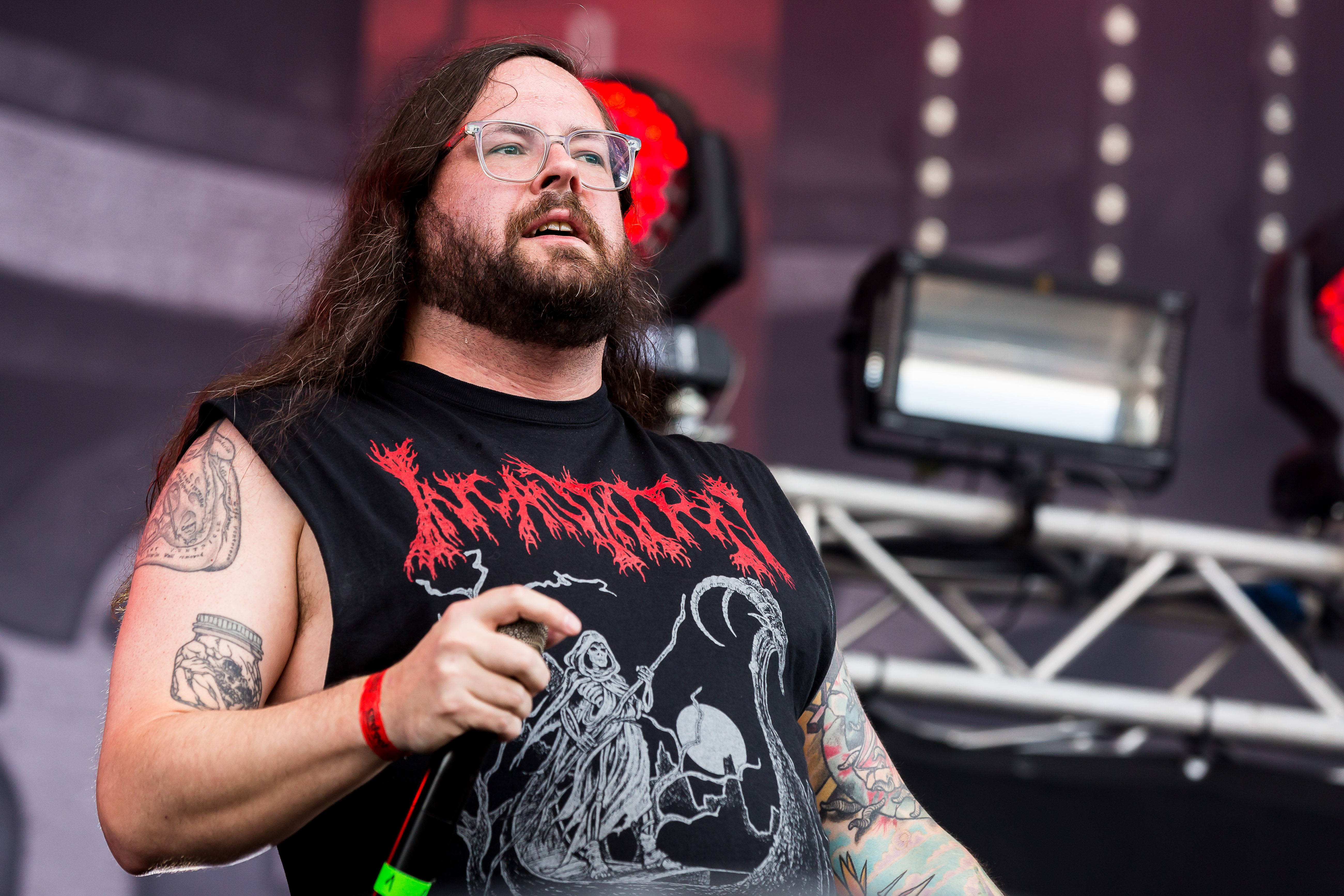
Spoluzakladatel Trevor Strnad

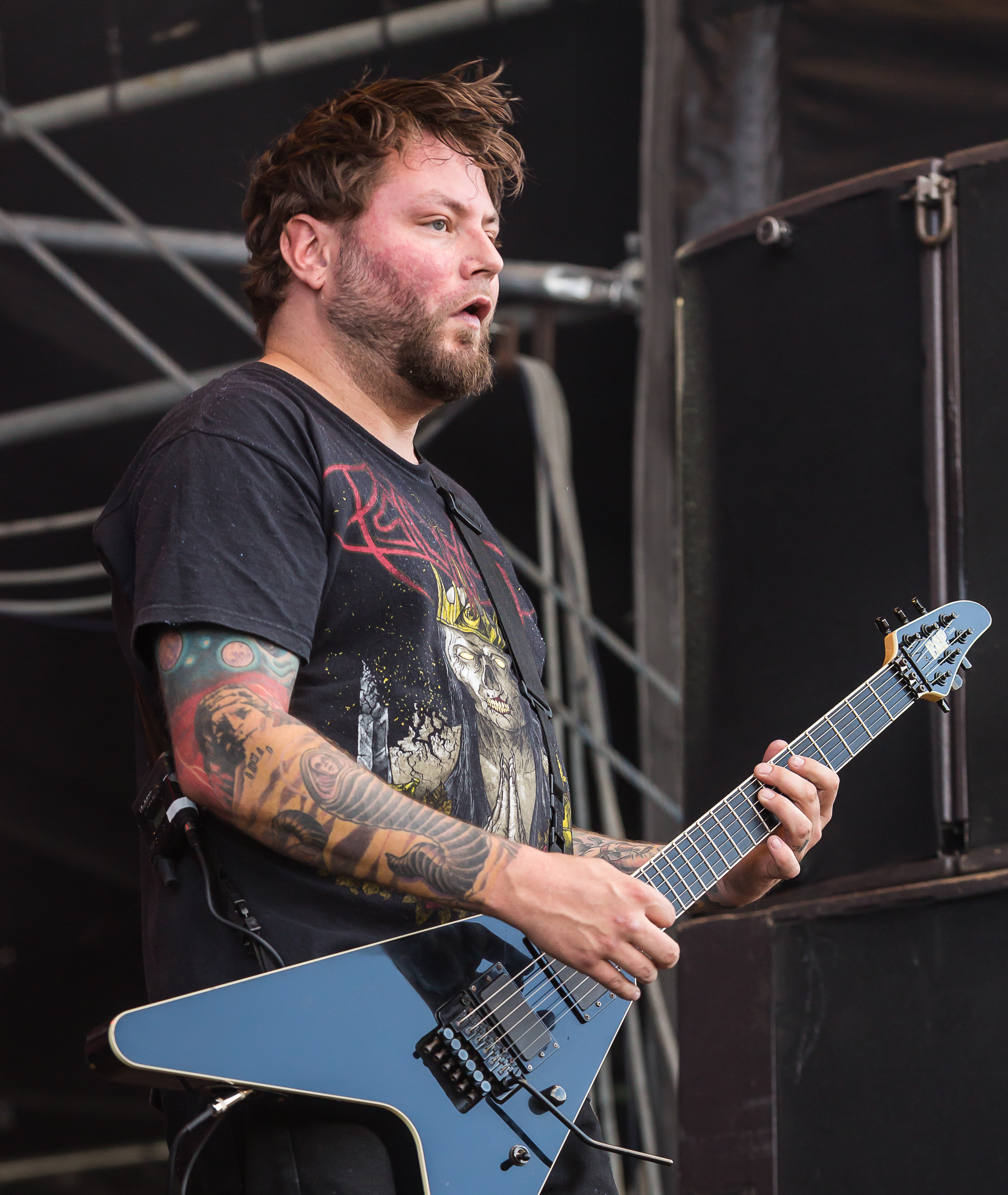
Spoluzakladatel Brian Eschbach

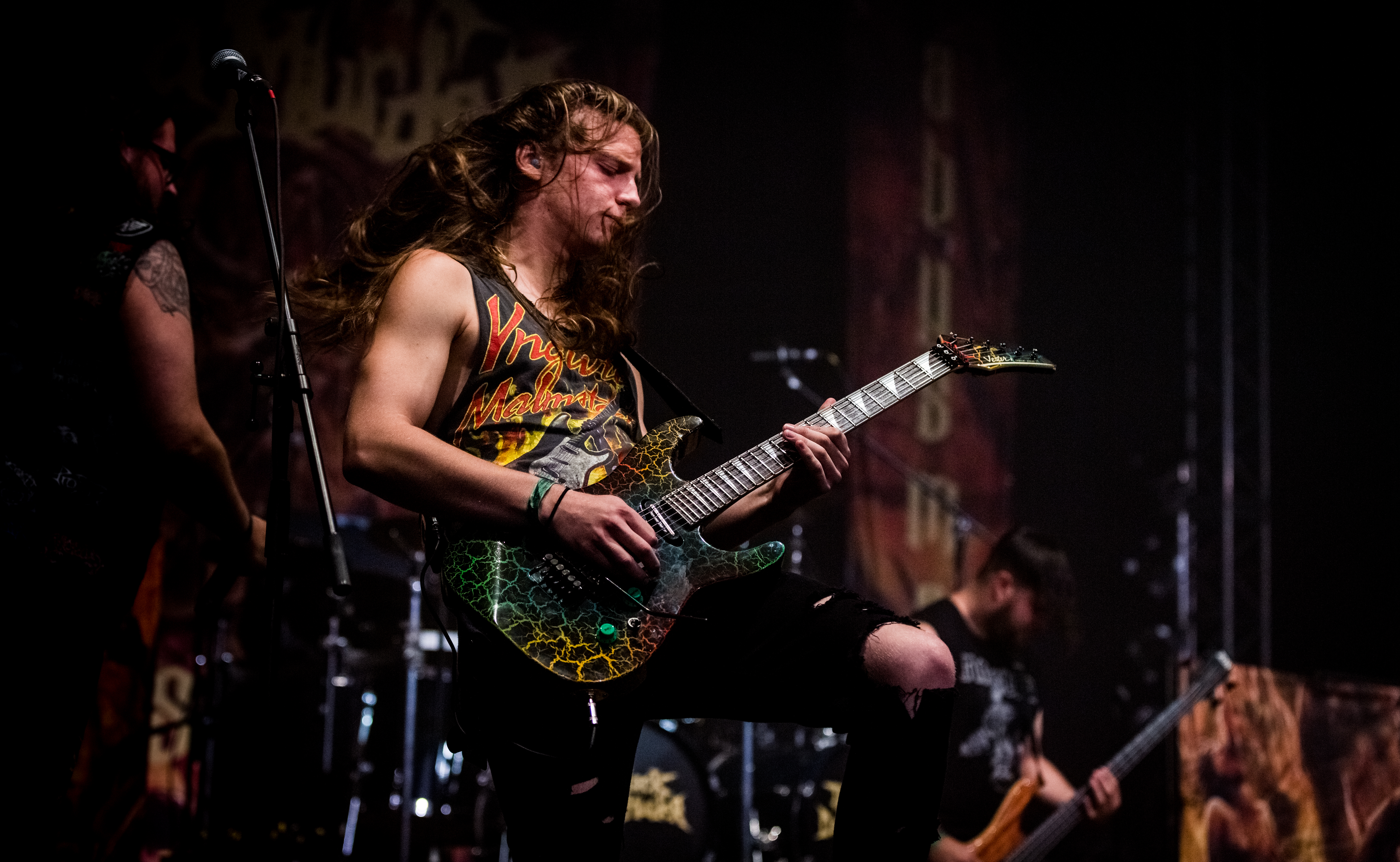
Brandon Ellis

- Brian Eschbach – rytmická kytara (2001–dodnes)
- Max Lavelle – baskytara (2012–dodnes)
- Alan Cassidy – bicí (2012–dodnes)
- Brandon Ellis – hlavní kytara (2016–dodnes)

Bývalí členové
- Trevor Strnad – vokály (2001–2022 †)
- John Deering – kytara (2001–2002)
- John Kempainen – kytara (2002–2008)
- Mike Schepman – baskytara (2001)
- Sean Gauvreau – baskytara (2001–2002)
- David Lock – baskytara (2002–2005)
- Cory Grady – bicí (2001–2004)
- Zach Gibson – bicí (2005)
- Pierre Langlois – bicí (2006)
- Ryan "Bart" Williams – baskytara (2005–2012)
- Shannon Lucas – bicí (2007–2012)
- Ryan Knight – hlavní kytara (2009–2016)

## Diskografie

### Alba
- 2003: Unhallowed
- 2005: Miasma
- 2007: Nocturnal
- 2009: Deflorate
- 2011: Ritual
- 2013: Everblack
- 2015: Abysmal
- 2017: Nightbringers
- 2020: Verminous

### Dema a EP
- 2001: What a Horrible Night to Have a Curse
- 2002: A Cold-Blooded Epitaph
- 2002: Demo 2002
- 2014: Grind 'Em All

### DVD
- 2009: Majesty
- 2014: Fool 'Em All